# Nati nel 1957/Gennaio
| Questa pagina contiene informazioni ricavate automaticamente dalle voci biografiche con l'ausilio del template Bio e di un bot. L'aggiornamento è periodico e automatico e ricostruisce completamente la pagina. Se manca una persona in questa lista, sei pregato di non aggiungerla, ma accertati piuttosto che la sua voce biografica contenga il template Bio e che i dati anagrafici siano correttamente compilati. Se il template Bio manca, inseriscilo tu stesso o, in alternativa, metti l'avviso {{tmp\|Bio}} che ne segnala la mancanza. Se i dati riportati sono sbagliati, correggi direttamente la voce biografica; le modifiche saranno visibili in questa lista entro pochi giorni. Per chiarimenti vedi il progetto biografie. La lista contiene solo le 276 persone che sono citate nell'enciclopedia e per le quali è stato implementato correttamente il template Bio. Pagina aggiornata al 10 ago 2025. |

- 1º gennaio - Gary Barber, produttore cinematografico sudafricano
- 1º gennaio - Franco Cardiello, politico italiano
- 1º gennaio - Leonardo Gori, scrittore italiano
- 1º gennaio - Vladimir Kiselëv, pesista sovietico († 2021)
- 1º gennaio - Christopher Moore, scrittore e blogger statunitense
- 1º gennaio - Phillip Omondi, allenatore di calcio e calciatore ugandese († 1999)
- 1º gennaio - Kalzeubet Pahimi Deubet, politico e imprenditore ciadiano
- 1º gennaio - Marcelo Pazzini, ex giocatore di calcio a 5 brasiliano
- 1º gennaio - Dario Pedretti, ex terrorista italiano
- 1º gennaio - Karen Pence, insegnante e pittrice statunitense
- 1º gennaio - Louise Pitre, attrice e cantante canadese
- 1º gennaio - Fabrizio Pucci, attore, doppiatore e direttore del doppiaggio italiano
- 1º gennaio - Ramaz Šengelija, calciatore sovietico († 2012)
- 1º gennaio - Adam Struzik, politico e medico polacco
- 1º gennaio - Evangelos Venizelos, politico greco
- 1º gennaio - Pamela Villoresi, attrice italiana
- 2 gennaio - Paolo Beruatto, allenatore di calcio e ex calciatore italiano
- 2 gennaio - Cesara Buonamici, giornalista e conduttrice televisiva italiana
- 2 gennaio - Lynne Cox, nuotatrice e scrittrice statunitense
- 2 gennaio - Raimondo Etro, ex terrorista italiano
- 2 gennaio - Beppe Gabbiani, pilota automobilistico italiano
- 2 gennaio - Cameron Hall, ex cestista canadese
- 2 gennaio - Vlastibor Konečný, ex ciclista su strada ceco
- 2 gennaio - Rafael Prado Fraguas, calciatore spagnolo († 2016)
- 2 gennaio - Anke Schröder, ex cestista tedesca
- 3 gennaio - Daniele Barbieri, semiologo e saggista italiano
- 3 gennaio - Frank Dicopoulos, attore televisivo statunitense
- 3 gennaio - John Flack, politico britannico
- 3 gennaio - Ezio Guaitamacchi, giornalista, scrittore e musicista italiano
- 3 gennaio - Pap Khouma, scrittore e giornalista senegalese
- 3 gennaio - Bojan Križaj, ex sciatore alpino sloveno
- 3 gennaio - Paul Mokeski, ex cestista, allenatore di pallacanestro e dirigente sportivo statunitense
- 3 gennaio - Boris Romanovič Rotenberg, imprenditore russo
- 4 gennaio - Omar Alfanno, compositore, musicista e cantautore panamense
- 4 gennaio - Joël Bats, ex calciatore e allenatore di calcio francese
- 4 gennaio - Fabrizio Bentivoglio, attore, regista e sceneggiatore italiano
- 4 gennaio - Terry Crosby, ex cestista statunitense
- 4 gennaio - Wayne Kreklow, ex cestista e allenatore di pallavolo statunitense
- 4 gennaio - Zsuzsanna Lerner, ex cestista ungherese
- 4 gennaio - Patty Loveless, cantante statunitense
- 4 gennaio - Pete Patterson, ex sciatore alpino statunitense
- 4 gennaio - Laura Stabile, politica italiana
- 5 gennaio - Maartin Allcock, violinista e tastierista britannico († 2018)
- 5 gennaio - Karl Allgöwer, ex calciatore tedesco
- 5 gennaio - Filadelfio Basile, politico italiano († 2010)
- 5 gennaio - Srećko Bogdan, ex calciatore croato
- 5 gennaio - David Fairclough, ex calciatore inglese
- 5 gennaio - Juan Fernández Martín, ex ciclista su strada e dirigente sportivo spagnolo
- 5 gennaio - Steve Fuller, ex giocatore di football americano statunitense
- 5 gennaio - Nikica Klinčarski, ex calciatore jugoslavo
- 5 gennaio - Tony Price, ex cestista statunitense
- 5 gennaio - Robert Swenson, wrestler, attore e pugile statunitense († 1997)
- 6 gennaio - Franca Chiaromonte, politica e giornalista italiana
- 6 gennaio - Anne Dejean-Assémat, biologa francese
- 6 gennaio - Michael Foale, ex astronauta britannico
- 6 gennaio - Juan Antonio Menéndez Fernández, vescovo cattolico spagnolo († 2019)
- 6 gennaio - Armin Romstedt, ex calciatore tedesco orientale
- 6 gennaio - Jan Trombly, ex cestista e ex pallamanista statunitense
- 7 gennaio - Nicholson Baker, scrittore statunitense
- 7 gennaio - Enrico Boselli, ex politico italiano
- 7 gennaio - Katie Couric, giornalista e conduttrice televisiva statunitense
- 7 gennaio - Maurizio Esposito, attore e conduttore televisivo italiano
- 7 gennaio - Steve Janaszak, ex hockeista su ghiaccio statunitense
- 7 gennaio - Reena Roy, attrice indiana
- 7 gennaio - Seyed Sajadi, ex calciatore e ex giocatore di calcio a 5 iraniano
- 8 gennaio - Miquel Barceló, pittore spagnolo
- 8 gennaio - Liborio Bellomo, mafioso statunitense
- 8 gennaio - Dwight Clark, giocatore di football americano statunitense († 2018)
- 8 gennaio - Nacho Duato, danzatore e coreografo spagnolo
- 8 gennaio - Graziano Galoforo, doppiatore, direttore del doppiaggio e dialoghista italiano
- 8 gennaio - Cedrick Hordges, cestista statunitense († 2024)
- 8 gennaio - Ron Cephas Jones, attore statunitense († 2023)
- 8 gennaio - David Lang, compositore statunitense
- 8 gennaio - Rosaly Lopes, geologa e vulcanologa brasiliana
- 8 gennaio - Fabio McNamara, artista, attore e musicista spagnolo
- 8 gennaio - Calvin Natt, ex cestista statunitense
- 8 gennaio - Julio César Ribas, allenatore di calcio e ex calciatore uruguaiano
- 9 gennaio - Anna Achšarumova, scacchista statunitense
- 9 gennaio - Enrico Cavalieri, ex calciatore italiano
- 9 gennaio - Vit'ali Daraselia, calciatore sovietico († 1982)
- 9 gennaio - Aníbal Fernández, politico e avvocato argentino
- 9 gennaio - Daniel Haquet, ex cestista e allenatore di pallacanestro francese
- 9 gennaio - Kari Hotakainen, scrittore finlandese
- 9 gennaio - Phil Lewis, cantante inglese
- 9 gennaio - Rick Sanford, ex giocatore di football americano statunitense
- 9 gennaio - Manuel Sarabia, allenatore di calcio e ex calciatore spagnolo
- 10 gennaio - Angelo Bellocchio, giocatore di biliardo italiano
- 10 gennaio - Luigi Bobbio, politico italiano
- 10 gennaio - Antonio Bogoni, ex calciatore italiano
- 10 gennaio - Umberto Chincarini, politico italiano
- 10 gennaio - Andrew Fields, ex cestista e allenatore di pallacanestro statunitense
- 10 gennaio - Dominique Lebrun, arcivescovo cattolico francese
- 10 gennaio - Valerio Magrelli, poeta, scrittore e francesista italiano
- 10 gennaio - Paula Smith, ex tennista statunitense
- 10 gennaio - Greg Walden, politico statunitense
- 11 gennaio - Franco Castellano, attore italiano
- 11 gennaio - Tony Crescitelli, ex calciatore italiano
- 11 gennaio - Claude Criquielion, ciclista su strada belga († 2015)
- 11 gennaio - Darryl Dawkins, cestista e allenatore di pallacanestro statunitense († 2015)
- 11 gennaio - Saeko Himuro, scrittrice giapponese († 2008)
- 11 gennaio - José Reinaldo de Lima, ex calciatore e politico brasiliano
- 11 gennaio - Luigi Marchione, scenografo italiano
- 11 gennaio - Settimo Nizzi, politico italiano
- 11 gennaio - Bryan Robson, ex calciatore, allenatore di calcio e opinionista britannico
- 11 gennaio - Luciano Suriani, arcivescovo cattolico italiano
- 12 gennaio - Bruno Arena, comico, cabarettista e attore italiano († 2022)
- 12 gennaio - Brian Blair, ex wrestler e politico statunitense
- 12 gennaio - David Favia, politico italiano
- 12 gennaio - Anna Fotyga, politica polacca
- 12 gennaio - C. S. Friedman, scrittrice statunitense
- 12 gennaio - Isabella Goldmann, architetta, giornalista e regista italiana
- 12 gennaio - John Lasseter, animatore, regista e sceneggiatore statunitense
- 12 gennaio - Giovanni Parrini, poeta italiano
- 12 gennaio - Paolo Pressacco, ex cestista e dirigente sportivo italiano
- 12 gennaio - Marcus Rose, rugbista a 15 britannico
- 12 gennaio - Nino Konis Santana, politico est-timorese († 1998)
- 12 gennaio - António Vitorino, politico e giurista portoghese
- 13 gennaio - Charles Alexander, ex giocatore di football americano statunitense
- 13 gennaio - Bruno Baronchelli, allenatore di calcio e ex calciatore francese
- 13 gennaio - Fernando Chui Sai-on, politico macaense
- 13 gennaio - Giacomo De Angelis, politico italiano
- 13 gennaio - Ned Eisenberg, attore statunitense († 2022)
- 13 gennaio - Claudia Emerson, poetessa statunitense († 2014)
- 13 gennaio - Russell Erxleben, ex giocatore di football americano statunitense
- 13 gennaio - Mitch Green, pugile statunitense
- 13 gennaio - Prudencio Molina, ex giocatore di calcio a 5 spagnolo
- 13 gennaio - Lorrie Moore, scrittrice statunitense
- 13 gennaio - Adriana Musumeci, ex calciatrice italiana
- 13 gennaio - Mark O'Meara, golfista statunitense
- 13 gennaio - Daniel Scioli, politico, sportivo e imprenditore argentino
- 14 gennaio - Claudio Appiani, rugbista a 15 e allenatore di rugby a 15 italiano
- 14 gennaio - Alfonso de Galarreta, vescovo cattolico spagnolo
- 14 gennaio - Steve Jordan, batterista, compositore e produttore discografico statunitense
- 14 gennaio - Giuseppe Milone, politico italiano
- 14 gennaio - Anchee Min, scrittrice, pittrice e fotografa cinese
- 14 gennaio - Gary Vitti, preparatore atletico, scrittore e attore statunitense
- 15 gennaio - Jef Aérosol, artista francese
- 15 gennaio - Mario Butler, ex cestista panamense
- 15 gennaio - David Ige, politico statunitense
- 15 gennaio - Gakuryū Ishii, regista giapponese
- 15 gennaio - Marty Lyons, ex giocatore di football americano statunitense
- 15 gennaio - Mario Van Peebles, attore, regista e sceneggiatore statunitense
- 16 gennaio - Jurijs Andrejevs, ex calciatore e allenatore di calcio lettone
- 16 gennaio - Ian Atkins, allenatore di calcio e ex calciatore inglese
- 16 gennaio - Joey Camen, attore e doppiatore statunitense
- 16 gennaio - Ricardo Darín, attore argentino
- 16 gennaio - Stojan Kuret, direttore d'orchestra e direttore di coro sloveno
- 16 gennaio - Bedri Omuri, ex calciatore albanese
- 16 gennaio - Stanley Tshosane, calciatore e allenatore di calcio botswano († 2025)
- 16 gennaio - Carlos Urizar, ex calciatore boliviano
- 17 gennaio - Steve Harvey, conduttore televisivo, produttore televisivo e conduttore radiofonico statunitense
- 17 gennaio - Warren Leight, drammaturgo, sceneggiatore e produttore televisivo statunitense
- 17 gennaio - Ann Nocenti, fumettista, scrittrice e giornalista statunitense
- 17 gennaio - Aurelio Picca, poeta e scrittore italiano
- 17 gennaio - Michel Périn, copilota di rally francese
- 17 gennaio - Donna Stone, ex schermitrice statunitense
- 17 gennaio - Michel Vaarten, ex pistard belga
- 17 gennaio - Hideo Yokoyama, scrittore giapponese
- 18 gennaio - Marco Bonamico, cestista italiano († 2025)
- 18 gennaio - Elmar Borrmann, ex schermidore tedesco
- 18 gennaio - Arnoldo Iguarán, ex calciatore colombiano
- 18 gennaio - Rajko Janjanin, ex calciatore serbo
- 18 gennaio - Alfonso Mascitelli, politico italiano († 2025)
- 18 gennaio - Celestino Midali, ex biatleta italiano
- 18 gennaio - Idris al-Senussi, libico
- 18 gennaio - Teodor Černý, ex pistard ceco
- 19 gennaio - Sabino Altobello, politico italiano
- 19 gennaio - Ottis Anderson, ex giocatore di football americano statunitense
- 19 gennaio - Roger Ashton-Griffiths, attore, sceneggiatore e regista britannico
- 19 gennaio - Saimon Fumi, fumettista giapponese
- 19 gennaio - Neil Houston, giocatore di curling canadese
- 19 gennaio - Nikolaj Larionov, ex calciatore sovietico
- 19 gennaio - Kurt Ollmann, baritono statunitense
- 19 gennaio - Angelin Preljocaj, ballerino e coreografo francese
- 19 gennaio - Julián Ruiz Martorell, vescovo cattolico spagnolo
- 19 gennaio - Agnès Sainte-Croix, ex cestista francese
- 19 gennaio - Steve Sampson, allenatore di calcio statunitense
- 20 gennaio - Alu Alchanov, politico russo
- 20 gennaio - Corrado Benedetti, calciatore e allenatore di calcio italiano († 2014)
- 20 gennaio - Piergiorgio Carrescia, politico italiano
- 20 gennaio - Enrico Gilardi, ex cestista italiano
- 20 gennaio - Irina Guba, ex cestista e allenatrice di pallacanestro sovietica
- 20 gennaio - Ulla Lundholm, ex discobola finlandese
- 20 gennaio - Germano Pegorari, ex sciatore alpino italiano
- 20 gennaio - Andy Sheppard, compositore e sassofonista britannico
- 20 gennaio - Michael Veith, ex sciatore alpino tedesco
- 21 gennaio - Miloš Bečvář, ex fondista cecoslovacco
- 21 gennaio - Maria Blagojevic, calciatrice scozzese († 2013)
- 21 gennaio - Kevin Cook, ex tennista statunitense
- 21 gennaio - James Jude Courtney, attore e stuntman statunitense
- 21 gennaio - Jacob Green, ex giocatore di football americano statunitense
- 21 gennaio - Giorgio Holzmann, politico italiano
- 21 gennaio - Vladimir Matijević, calciatore jugoslavo († 2015)
- 21 gennaio - Masae Suzuki, ex calciatrice giapponese
- 22 gennaio - Ernst Baumeister, allenatore di calcio e ex calciatore austriaco
- 22 gennaio - Mike Bossy, hockeista su ghiaccio canadese († 2022)
- 22 gennaio - Michel Cusson, chitarrista canadese
- 22 gennaio - Nasser Edine Drid, ex calciatore algerino
- 22 gennaio - Galina Kudrevatova, ex cestista sovietica
- 22 gennaio - Piero Maccarinelli, regista teatrale e direttore artistico italiano
- 22 gennaio - Maino Marchi, politico italiano
- 22 gennaio - Bogdan Nikolov, pilota motociclistico bulgaro
- 22 gennaio - Al Poling, wrestler statunitense
- 22 gennaio - Jeff Rutledge, ex giocatore di football americano statunitense
- 22 gennaio - Tharman Shanmugaratnam, economista e politico singaporiano
- 22 gennaio - Andrzej Udalski, astronomo polacco
- 23 gennaio - Martine Ducroz, ex sciatrice alpina francese
- 23 gennaio - Christian Masset, diplomatico e politico francese
- 23 gennaio - Carolina di Monaco, principessa monegasca
- 23 gennaio - Frankie Sanders, ex cestista statunitense
- 23 gennaio - Leilani Kai, ex wrestler statunitense
- 23 gennaio - Paul Steiner, ex calciatore tedesco
- 24 gennaio - Mark Eaton, cestista statunitense († 2021)
- 24 gennaio - Adrian Edmondson, attore, comico e regista britannico
- 24 gennaio - Kevin O'Neill, allenatore di pallacanestro e dirigente sportivo statunitense
- 24 gennaio - Pierre-François Pistorio, attore, cantante e doppiatore francese
- 24 gennaio - José Recio, ex ciclista su strada spagnolo
- 24 gennaio - Sergio Tisselli, fumettista e illustratore italiano († 2020)
- 25 gennaio - Ben van Berkel, architetto olandese
- 25 gennaio - Líber Gadelha, produttore discografico, imprenditore e musicista brasiliano († 2021)
- 25 gennaio - Luis Alfredo Garavito, serial killer colombiano († 2023)
- 25 gennaio - Andy Harris, politico statunitense
- 25 gennaio - Giuseppe Laterza, editore italiano
- 25 gennaio - Jenifer Lewis, attrice statunitense
- 25 gennaio - Alfredo Pirri, pittore italiano
- 25 gennaio - Giancarlo Sacco, allenatore di pallacanestro italiano
- 26 gennaio - Akīs Agiomamitīs, allenatore di calcio e ex calciatore cipriota
- 26 gennaio - Filippo D'Acquarone, giornalista e nobile italiano
- 26 gennaio - Rolf Fringer, allenatore di calcio e ex calciatore austriaco
- 26 gennaio - Vittorio Girotto, psicologo e neuroscienziato italiano († 2016)
- 26 gennaio - Vlastimil Havlík, ex cestista e allenatore di pallacanestro ceco
- 26 gennaio - Road Warrior Hawk, wrestler statunitense († 2003)
- 26 gennaio - Dale McCourt, allenatore di hockey su ghiaccio e ex hockeista su ghiaccio canadese
- 26 gennaio - Carlos Meléndez, ex calciatore spagnolo
- 26 gennaio - Dado Parisini, compositore, arrangiatore e produttore discografico italiano
- 26 gennaio - Kim Peyton, nuotatrice statunitense († 1986)
- 27 gennaio - Andrea Ballabio, medico italiano
- 27 gennaio - Josep Carbonell, ex velocista spagnolo
- 27 gennaio - Miguel Ángel Díaz, allenatore di calcio e ex calciatore salvadoregno
- 27 gennaio - Gerardo Galeote, politico spagnolo
- 27 gennaio - Janick Gers, chitarrista britannico
- 27 gennaio - Joanna, cantante e musicista brasiliana
- 27 gennaio - Stefano Mariani, ex calciatore italiano
- 27 gennaio - Frank Miller, fumettista e sceneggiatore statunitense
- 27 gennaio - Dino Pagliari, allenatore di calcio e ex calciatore italiano
- 27 gennaio - Mario Pierangeli, militare italiano († 2000)
- 27 gennaio - Gordon Sweetzer, allenatore di calcio e ex calciatore canadese
- 27 gennaio - Savo Vučević, ex cestista e allenatore di pallacanestro montenegrino
- 27 gennaio - Massimo Zamboni, chitarrista, cantautore e scrittore italiano
- 28 gennaio - Vasyl' Archypenko, ex ostacolista sovietico
- 28 gennaio - Enrico Casella, allenatore di ginnastica artistica e ex rugbista a 15 italiano
- 28 gennaio - Giuseppina Grassi, ex altista e ostacolista sammarinese
- 28 gennaio - Harald Hudak, mezzofondista tedesco († 2024)
- 28 gennaio - Mirjana Karanović, attrice serba
- 28 gennaio - Harley Jane Kozak, attrice e scrittrice statunitense
- 28 gennaio - Mark Napier, allenatore di hockey su ghiaccio e ex hockeista su ghiaccio canadese
- 28 gennaio - Anna Pettinelli, conduttrice radiofonica, opinionista e conduttrice televisiva italiana
- 29 gennaio - Diane Delano, attrice statunitense († 2024)
- 29 gennaio - Philippe Dintrans, ex rugbista a 15 e imprenditore francese
- 29 gennaio - Primo Fontanive, ex hockeista su ghiaccio e allenatore di hockey su ghiaccio italiano
- 29 gennaio - Manuela Groß, ex pattinatrice artistica su ghiaccio tedesca
- 29 gennaio - Grażyna Miller, scrittrice e poetessa polacca († 2009)
- 29 gennaio - Nick Price, golfista zimbabwese
- 29 gennaio - Tadeusz Wojda, arcivescovo cattolico polacco
- 30 gennaio - Claudia Balboni, attrice, doppiatrice e direttrice del doppiaggio italiana
- 30 gennaio - Cornel Durău, ex pallamanista rumeno
- 30 gennaio - Polly Horvath, scrittrice statunitense
- 30 gennaio - Sergio Luzi, doppiatore e direttore del doppiaggio italiano
- 30 gennaio - Payne Stewart, golfista statunitense († 1999)
- 31 gennaio - Ronald Åhman, ex calciatore svedese
- 31 gennaio - Shirley Babashoff, ex nuotatrice statunitense
- 31 gennaio - Bruno Coli, compositore italiano
- 31 gennaio - François Naoueyama, ex cestista centrafricano
- 31 gennaio - Davide Parenti, autore televisivo e giornalista italiano
- 31 gennaio - John Robson, ex mezzofondista britannico
- 31 gennaio - António Veloso, allenatore di calcio e ex calciatore portoghese